# Cruria sthenozona
Cruria sthenozona är en fjärilsart som beskrevs av Turner 1920. Cruria sthenozona ingår i släktet Cruria och familjen nattflyn. Inga underarter finns listade i Catalogue of Life.